# Ласкер, Эдуард (политик)
Эдуа́рд Ла́скер (нем. Eduard Lasker; 14 октября 1829, Яроцин, Великопольское воеводство — 5 января 1884, Нью-Йорк, Нью-Йорк) — немецкий юрист и политик.

## Биография
Эдуард Ласкер родился 14 октября 1829 года в Яроцине в еврейской семье; его отец, Даниил Ласкер, был уважаемый в городе купец, и вёл жизнь ортодоксального еврея, показывая сыну пример честности и трудолюбия. В родительском доме Ласкер учился еврейскому языку, а затем стал изучать общие предметы, мечтая со временем стать врачом. Однако по окончании гимназии Ласкер решил поступить на юридический факультет Вроцлавского университета.
Во время революции 1848 года поступил добровольцем в студенческий Академический легион и сражался в Вене на баррикадах.
По окончании революции Ласкер служил в берлинском городском суде, а после трехлетней отставки (1870—1873) перешел в прусский административный суд.
В 1861—1864 гг. он напечатал в «Deutsche Jahrbücher» ряд статей, посвященных прусской конституции (вышли отдельной книгой под заглавием: «Zur Verfassungsgeschichte Preussens», Лейпциг, 1873).
Германская прогрессистская партия выставила его своим кандидатом на выборах 1865 года в прусский ландтаг, где Ласкер заседал до 1879 года.
В рейхстаг Эдуард Ласкер был выбран в 1867 году и оставался в нём непрерывно до самой смерти.
Он вскоре разошелся с прогрессистами; проникнутый глубоким национальным чувством, Ласкер стоял, после блестящих побед Пруссии, за прекращение конфликта с Бисмарком, за новый военный кредит и т. д., и стал одним из самых видных лидеров новой, национал-либеральной партии Германии.
Обладая большим ораторским талантом, трудолюбием и замечательной эрудицией, он принимал участие в прениях почти по всем вопросам, бюджеты, уголовный кодекс, административная организация государства, ремесленный устав вырабатывались при постоянном и энергичном участии Ласкера.
Самую крупную роль он сыграл в 1873 году, когда начал поход против господствовавшей тогда системы железнодорожных концессий и связанных с ней злоупотреблений. Известна его речь в ландтаге против Вагенера, повлекшая за собой ряд смещений в министерстве торговли и падение самого министра Иценплица; после неё в прусской железнодорожной политике замечается поворот в сторону государственного ведения железнодорожного хозяйства.
Мотивом, побудившим Ласкера в 1880 году отделиться от национал-либеральной партии и образовать так называемую сецессию, было вступление Бисмарка и правительства на путь покровительственной политики вообще и в частности аграрного протекционизма. Слияние сецессии с прогрессистами, к которому стремился Ласкер, произошло уже после его смерти.
Эдуард Ласкер умер 5 января 1884 года в городе Нью-Йорке и был похоронен в столице Германии.
Вашингтонская палата депутатов выразила соболезнование германскому народу по поводу смерти Ласкера, «борца за свободные и либеральные идеи, немало содействовавшего социальному, политическому и экономическому преуспеянию его отечества». Эта резолюция была препровождена германскому рейхстагу через Отто фон Бисмарка, но последний отказался передать её по адресу на том основании, что в ней заключается порицание политики императора Вильгельма I, и настоял даже на отзыве американского посла Серджанта, вручившего ему резолюцию. По этому поводу в рейхстаг был запрос, за которым последовали бурные дебаты о правомерности действий Бисмарка.
Кроме названного выше сочинения, Эдуард Ласкер написал много статей, часть которых собрана в сборник: «Wege und Ziele der Kulturentwickelung» (Лпц., 1881), «Erlebnisse einer Mannesseele» (Лпц., 1873), опубликованные Ауэрбахом, но скоро самим автором изъятые из продажи, и брошюру: «Die Zukunft des Deutschen Reichs» (Лпц., 1877).